# Georg Jacoby
Georg Jacoby (23 de julho de 1882 — 21 de fevereiro de 1964) foi um roteirista alemão e diretor de cinema. Uma de suas obras foi o longa-metragem “Noites do Papagaio Verde” (Nachtsim Grünen Kakadu), produzido em 1957.